# Dampmølle
En dampmølle er en type mølle, der drives af en stationær dampmaskine. De første dampmøller blev opført i England i slutningen af 1700-tallet, hvor industrialiseringen begyndte. Den mest berømte var Albion Mills i London.
I 1820 var de første dampmøller indført i Tyskland: 1816 i Wałbrzych, 1818 i Magdeburg og i 1822 i Berlin.
I Danmark har dampmøller også været brugt. Eksempler tæller bl.a. De forenede Dampmøller i København der var en sammenslutning af Christianshavns Dampmølle og Store Kongensgades Dampmølle, Herlufsholm Dampmølle, Malling Dampmølle, Marienlyst Dampmølle i Nakskov, Marstrands Dampmølle, Odder Vand- og Dampmølle, Slagelse Dampmølle og Skælskør Dampmølle. 

## Eksempler i udlandet
- And did those feet in ancient time, Albion Flour Mills, første dampmølle i London fra omkring 1790
- Aurora Steam Grist Mill, en historisk mølle i Aurora, Cayuga County, New York, USA
- Cincinnati Steam Paper Mill, den første dampmølle i Cincinnati, Ohio, USA
- Sutherland Steam Mill Museum, en restaureret savværksmølle fra 1890'erne der ligger i Denmark, Nova Scotia, Canada

## Galleri
- Sutherland Steam Mill Museum
- Odder Vand- og Dampmølle, nu Odder Museum
- Skælskør Dampmølle